# Petar Bočkaj
Petar Bočkaj (Zagabria, 23 luglio 1996) è un calciatore croato, attaccante della Dinamo Zagabria.

## Caratteristiche tecniche
Gioca prevalentemente come ala ma può essere impiegato anche a centrocampo e come terzino.

## Statistiche

### Presenze e reti nei club
Statistiche aggiornate al 28 luglio 2023.
| Stagione            | Squadra             | Campionato      | Campionato | Campionato | Coppe nazionali | Coppe nazionali | Coppe nazionali | Coppe continentali | Coppe continentali | Coppe continentali | Altre coppe | Altre coppe | Altre coppe | Totale | Totale |
| Stagione            | Squadra             | Comp            | Pres       | Reti       | Comp            | Pres            | Reti            | Comp               | Pres               | Reti               | Comp        | Pres        | Reti        | Pres   | Reti   |
| ------------------- | ------------------- | --------------- | ---------- | ---------- | --------------- | --------------- | --------------- | ------------------ | ------------------ | ------------------ | ----------- | ----------- | ----------- | ------ | ------ |
| 2014-2015           | Maksimir Zagabria   | 3. HNL          | 25         | 7          |                 | -               | -               |                    | -                  | -                  |             | -           | -           | 25     | 7      |
| 2015-2016           | Inter Zaprešić      | 1. HNL          | 30         | 1          | CC              | 2               | 1               |                    | -                  | -                  |             | -           | -           | 32     | 2      |
| 2016-2017           | Lokomotiva Zagabria | 1. HNL          | 27         | 2          | CC              | 2               | 1               | UEL                | 5                  | 1                  |             | -           | -           | 34     | 4      |
| 2017-2018           | Osijek              | 1. HNL          | 17         | 3          | CC              | 2               | 1               | UEL                | 8                  | 3                  |             | -           | -           | 27     | 7      |
| 2018-2019           | Osijek              | 1. HNL          | 20         | 4          | CC              | 3               | 1               | UEL                | 4                  | 0                  |             | -           | -           | 27     | 5      |
| 2019-2020           | Osijek              | 1. HNL          | 24         | 4          | CC              | 2               | 3               | UEL                | 2                  | 0                  |             | -           | -           | 28     | 7      |
| 2020-2021           | Osijek              | 1. HNL          | 29         | 2          | CC              | 1               | 1               | UEL                | 1                  | 0                  |             | -           | -           | 31     | 2      |
| 2021-gen. 2022      | Osijek              | 1. HNL          | 18         | 0          | CC              | 3               | 1               | UECL               | 3                  | 0                  |             | -           | -           | 24     | 1      |
| Totale Osijek       | Totale Osijek       | Totale Osijek   | 108        | 13         |                 | 11              | 7               |                    | 18                 | 3                  |             | -           | -           | 137    | 23     |
| gen. 2022-giu. 2022 | Dinamo Zagabria     | 1. HNL          | 16         | 2          | CC              | 0               | 0               | UEL                | 2                  | 0                  |             |             |             | 18     | 2      |
| 2022-2023           | Dinamo Zagabria     | 1. HNL          | 22         | 3          | CC              | 2               | 1               | UCL                | 4                  | 1                  |             |             |             | 28     | 5      |
| Totale carriera     | Totale carriera     | Totale carriera | 228        | 28         |                 | 17              | 10              |                    | 29                 | 5                  |             | -           | -           | 274    | 43     |

### Cronologia presenze e reti in nazionale
| Cronologia completa delle presenze e delle reti in nazionale ― Croazia under 21 | Cronologia completa delle presenze e delle reti in nazionale ― Croazia under 21 | Cronologia completa delle presenze e delle reti in nazionale ― Croazia under 21 | Cronologia completa delle presenze e delle reti in nazionale ― Croazia under 21 | Cronologia completa delle presenze e delle reti in nazionale ― Croazia under 21 | Cronologia completa delle presenze e delle reti in nazionale ― Croazia under 21 | Cronologia completa delle presenze e delle reti in nazionale ― Croazia under 21 | Cronologia completa delle presenze e delle reti in nazionale ― Croazia under 21 |
| Data                                                                            | Città                                                                           | In casa                                                                         | Risultato                                                                       | Ospiti                                                                          | Competizione                                                                    | Reti                                                                            | Note                                                                            |
| ------------------------------------------------------------------------------- | ------------------------------------------------------------------------------- | ------------------------------------------------------------------------------- | ------------------------------------------------------------------------------- | ------------------------------------------------------------------------------- | ------------------------------------------------------------------------------- | ------------------------------------------------------------------------------- | ------------------------------------------------------------------------------- |
| 23-3-2017                                                                       | Nedelišće                                                                       | Croazia under 21                                                                | 3 – 0                                                                           | Slovenia under 21                                                               | Amichevole                                                                      | -                                                                               | 51’                                                                             |
| 8-11-2017                                                                       | Velika Gorica                                                                   | Croazia under 21                                                                | 5 – 0                                                                           | San Marino under 21                                                             | Qual. Europeo Under-21 2019                                                     | 1                                                                               | 73’                                                                             |
| 13-11-2017                                                                      | Salonicco                                                                       | Grecia under 21                                                                 | 1 – 1                                                                           | Croazia under 21                                                                | Qual. Europeo Under-21 2019                                                     | -                                                                               | 46’                                                                             |
| Totale                                                                          |                                                                                 | Presenze                                                                        | 3                                                                               |                                                                                 | Reti                                                                            | 1                                                                               |                                                                                 |

| Cronologia completa delle presenze e delle reti in nazionale ― Croazia under 18 | Cronologia completa delle presenze e delle reti in nazionale ― Croazia under 18 | Cronologia completa delle presenze e delle reti in nazionale ― Croazia under 18 | Cronologia completa delle presenze e delle reti in nazionale ― Croazia under 18 | Cronologia completa delle presenze e delle reti in nazionale ― Croazia under 18 | Cronologia completa delle presenze e delle reti in nazionale ― Croazia under 18 | Cronologia completa delle presenze e delle reti in nazionale ― Croazia under 18 | Cronologia completa delle presenze e delle reti in nazionale ― Croazia under 18 |
| Data                                                                            | Città                                                                           | In casa                                                                         | Risultato                                                                       | Ospiti                                                                          | Competizione                                                                    | Reti                                                                            | Note                                                                            |
| ------------------------------------------------------------------------------- | ------------------------------------------------------------------------------- | ------------------------------------------------------------------------------- | ------------------------------------------------------------------------------- | ------------------------------------------------------------------------------- | ------------------------------------------------------------------------------- | ------------------------------------------------------------------------------- | ------------------------------------------------------------------------------- |
| 12-10-2013                                                                      | Dubai                                                                           | Croazia under 18                                                                | 1 – 1                                                                           | Brasile under 18                                                                | Amichevole                                                                      | -                                                                               | 75’                                                                             |
| Totale                                                                          |                                                                                 | Presenze                                                                        | 1                                                                               |                                                                                 | Reti                                                                            | 0                                                                               |                                                                                 |

| Cronologia completa delle presenze e delle reti in nazionale ― Croazia under 17 | Cronologia completa delle presenze e delle reti in nazionale ― Croazia under 17 | Cronologia completa delle presenze e delle reti in nazionale ― Croazia under 17 | Cronologia completa delle presenze e delle reti in nazionale ― Croazia under 17 | Cronologia completa delle presenze e delle reti in nazionale ― Croazia under 17 | Cronologia completa delle presenze e delle reti in nazionale ― Croazia under 17 | Cronologia completa delle presenze e delle reti in nazionale ― Croazia under 17 | Cronologia completa delle presenze e delle reti in nazionale ― Croazia under 17 |
| Data                                                                            | Città                                                                           | In casa                                                                         | Risultato                                                                       | Ospiti                                                                          | Competizione                                                                    | Reti                                                                            | Note                                                                            |
| ------------------------------------------------------------------------------- | ------------------------------------------------------------------------------- | ------------------------------------------------------------------------------- | ------------------------------------------------------------------------------- | ------------------------------------------------------------------------------- | ------------------------------------------------------------------------------- | ------------------------------------------------------------------------------- | ------------------------------------------------------------------------------- |
| 18-10-2013                                                                      | Fujaira                                                                         | Croazia under 17                                                                | 1 – 3                                                                           | Marocco under 17                                                                | Mondiale                                                                        | -                                                                               | 31’                                                                             |
| Totale                                                                          |                                                                                 | Presenze                                                                        | 1                                                                               |                                                                                 | Reti                                                                            | 0                                                                               |                                                                                 |

## Palmarès

### Club

#### Competizioni nazionali
- Campionato croato: 2

Dinamo Zagabria: 2021-2022, 2022-2023
- Supercoppa di Croazia: 2

Dinamo Zagabria: 2022, 2023
- Coppa di Cipro: 1

Pafos: 2023-2024